# 理查德·哈里·丹尼斯
理查德·哈里·丹尼斯（1897年—1972年）是一名前苏格兰场总督察，曾任天津英租界工部局警务处处长。

## 早年生活
理查德·丹尼斯是埃塞克斯郡西汉姆一位肉贩的儿子。他在第一次世界大战期间曾在皇家飞行队服役并负伤。终战后，丹尼斯投身伦敦警察厅，并在帕丁顿警察局担任探长。他两度结婚，与第一任妻子育有一子。

## 天津英租界工部局警务处时期
1934年，丹尼斯受时任伦敦警察厅总监，空军元帅特伦查德勋爵推荐调往远东，在天津英租界工部局警务处任职。 他被任命为警务处处长，以总督察警衔前往天津就职。
任职期间，他曾协助侦办帕梅拉·沃纳谋杀案（1937年1月）。这一案件一度引起轰动，揭露了当时北平与天津社交圈的一些丑闻。丹尼斯在案件侦办期间的活动，也被写入了保罗·法兰奇的《午夜北平》一书中。
1939年4月9日，亲日派人士、天津海关监督兼中国联合准备银行天津支行经理程锡庚于天津英租界内的大光明戏院被刺杀，而天津英租界方面拒绝交出被指控为刺客的4名中国人。因而大日本帝国陆军北支那方面军于当年6月开始封锁天津英租界，是为“天津事件”。在此期间，丹尼斯作为警务处负责人，发挥了重要作用，顶住了日方的压力，拒绝交出嫌犯。最终，在英国驻日大使罗伯特·克莱琪勋爵的命令下，警务处向日军移交了四名中国嫌犯，所有嫌犯均在当日被公开处决。
1941年12月7日，大日本帝国以海空作战力量袭击珍珠港，太平洋战争爆发。次日，日军分别进上海公共租界、天津英租界、鼓浪屿公共租界、广州英租界等西方国家在华租界（除了两位日本的盟友：意大利和维希法国在上海，天津和汉口的租界），丹尼斯在自家寓所被捕，解往维多利亚路警署，随后被软禁在家，每日需向占领当局汇报动向。12月20日，他被正式解职，仍被拘禁在家。
1942年5月4日，丹尼斯再次被捕，被押往当地的日本宪兵队本部单独关押94天。
在被宪兵队关押的时候，丹尼斯被指控从事间谍活动，并被强迫在一份日文写就的，根本没有被翻译成英文的供词上签了字。最后，1942年8月初，在瑞士驻天津领事的斡旋下，他得以被释放归国。形销骨立的丹尼斯由上海乘疏散船“镰仓丸”号前往葡属东非的洛伦索马克斯（今莫桑比克共和国首都马普托），最终辗转回到伦敦。

## 第二次世界大战后
战争期间，丹尼斯在食品部任职。战后，他被派往联合国战争罪行委员会远东国际军事法庭，重返远东以协助审判战时的日本高级军官，包括那些在天津囚禁他的人们。审判结束后丹尼斯再度回到英国，离婚又再度结婚，在伦敦西部开了一家名叫“丹尼斯”的酒店。他在酒店里组织了一个颇为活跃的桥牌俱乐部，后来还在那一带经营着好几间酒吧，人们经常能在诺丁山门附近的切普斯托徽章酒吧见到他喝酒。前天津英租界工部局警务处处长，总督察理查德·哈里·“迪克”·丹尼斯，于1972年逝世，享年75岁。